# Teclado modelo F
El Model F fue una serie de teclados de computadora producidos principalmente de 1981 a 1985, y en volumen reducido hasta 1994, por IBM y más tarde Lexmark. Su diseño de teclas mecánicas consistió en un muelle de pandeo sobre un PCB capacitivo, similar al posterior teclado modelo M que utilizó una membrana en lugar del PCB.
El Modelo F apareció por primera vez con la computadora System/23 DataMaster. Se lo conoce principalmente por ser parte de la IBM Personal Computer de 1981 con algunas diferencias en el etiquetado de las teclas, y su posterior lanzamiento con el IBM Personal Computer/AT, donde se reconfiguró con el protocolo AT y algunas revisiones en la distribución de teclas. Después de la introducción del teclado modelo M, la producción se redujo y finalmente se limitó a las unidades producidas para reemplazo de los sistemas ya instalados.
El diseño capacitivo se considera ampliamente superior al diseño de membrana posterior utilizado en el modelo M. Tiene una fuerza de accionamiento más ligera, de aproximadamente 600 mN, una sensación más nítida y una retroalimentación más fuerte. También tiene un MTBF más alto de más de 100 millones de presiones de teclas, y capacidad completa de aceptar la presión de varias teclas simultáneamente. Estas ventajas se sacrificaron en el Modelo M para reducir los costos de fabricación.

## Variantes
Muchos teclados IBM se basaron en la tecnología del Modelo F, con diferentes teclas, diseños y conexiones:
| Nombre                                     | PN                           | Descripción | Imagen                           |
| ------------------------------------------ | ---------------------------- | --- | -------------------------------- |
| Modelo F 'XT'                              | 1801449                      | Lanzado en 1981 con la IBM PC original. Utiliza un conector XT. | Alt = Teclado PC/XT de 83 teclas |
| Modelo F 'AT'                              | 6450200 (versión de EE. UU.) | Lanzado en 1984 con la IBM PC AT. Utiliza un conector AT. | Alt = Teclado PC/AT de 84 teclas |
| Teclado de terminal Modelo F de 122 teclas | 611034X                      | El teclado de terminal lanzado originalmente para la IBM PC 3270. Más tarde usado con algunos equipos de terminal IBM. Utiliza un conector de terminal privativo de IBM. | Alt = Teclado de 122             |
| Teclado de terminal Modelo F de 104 teclas | 1387033                      | Teclado terminal liberado para el IBM 5085 e IBM 3290. |                                  |
| Modelo F '3178 Switch Blue' de 87 teclas   | 6019284                      | Teclado de 87 teclas lanzado para el IBM 3178, llamado así debido al interruptor azul en al medio de la parte superior.                                                  |                                  |
| Modelo F '4704' de 62 teclas               | 6019284                      | Teclado de 62 teclas lanzado para el IBM 4704. |                                  |
| Modelo F '4704' de 107 teclas              | 6020218                      | Teclado de 107 teclas lanzado para el IBM 4704 |                                  |
| Modelo F '4704' de 50 teclas               | 6019273                      | Keypad de 50 teclas lanzado para el IBM 4704 |                                  |
| Modelo F 'DisplayWriter'                   | ?                            | Teclado lanzado para el IBM DisplayWriter System, estos teclados Modelo F presentaban teclas completamente blancas.                                                      |                                  |

## Entusiastas y recreaciones modernas
La comunidad de entusiastas en torno al teclado modelo M también premia el Modelo F y los restaura para su uso con sistemas modernos, aunque pocos se mantienen en uso debido a un menor volumen de producción y un diseño algo incómodo y limitado por los estándares modernos.
Desde 2016, ha estado en marcha un proyecto para fabricar teclados para la venta con una recreación fiel del mecanismo del Modelo F, completamente independientemente de IBM. El nuevo Modelo F tiene dos variantes que se asemejan al 4704, pero con distribución de teclas predeterminada que se acerca más a un Modelo M (especialmente usando un conjunto de teclas de dirección en T invertida en lugar del diseño en cruz antiguo del modelo F original). Este proyecto ha atraído a más de 25.000 suscriptores y comenzó a entregarse en diciembre de 2019.

## Diseño

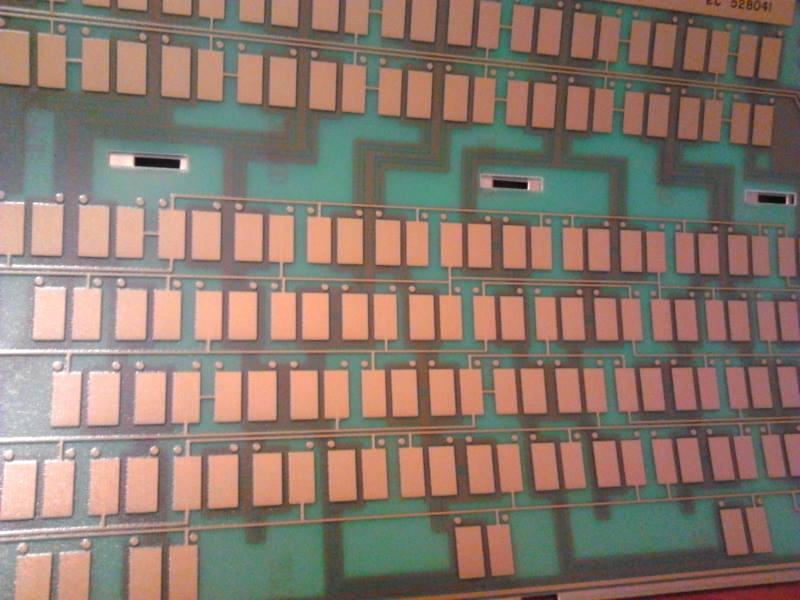
Pads capacitivos de un Modelo F abierto.

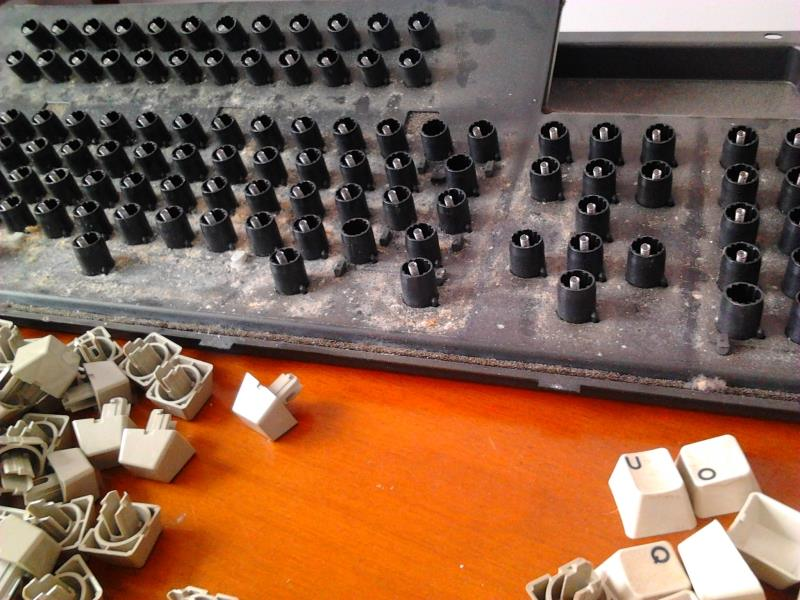
Corrosión que ocurre en un teclado Modelo F 122 de terminal, junto con polvo.

El diseño de cambio de tecla del Modelo F era más duradero que el mecanismo anterior de resorte de IBM, que era propenso a fallar con escombros y era más complejo de fabricación y mantener. El conjunto de resorte consistía en una placa de metal superior con orificios donde se encuentran los barriles de resorte de plástico; una lámina inferior de metal sostiene el conjunto y comprime la hoja de contacto con un espaciador de espuma. En los primeros teclados Modelo F no se puede desmontar la barra espaciadora sin desmontar completamente el teclado; esto también provoca una sensación de respuesta ligeramente diferente de la barra espaciadora: algunos entusiastas modifican la tensión del estabilizador en estos modelos F para proporcionar una respuesta más satisfactoria.
Las placas de metal superiores en los teclados del Modelo F son propensas a la corrosión, y la espuma interna también puede pudrirse con la edad, lo que a menudo requiere limpieza y un recubrimiento para evitar una mayor corrosión. Todos los conjuntos internos del Modelo F se mantienen unidos con pestañas de metal, a diferencia del Modelo M que utiliza remaches de plástico derretidos que requieren más cantidad de remaches, modificarlos para usar tornillos.
Una característica típica del Modelo F es una carcasa de plástico pintada con una pintura color crema para crear una textura áspera. El posterior Modelo M usó plástico inyectado en lugar de pintado para lograr esta textura. El plástico utilizado en el Modelo F es bastante frágil y propenso a las rajaduras, y la pintura puede desaparecer con el uso excesivo.

## Comparación con el modelo M

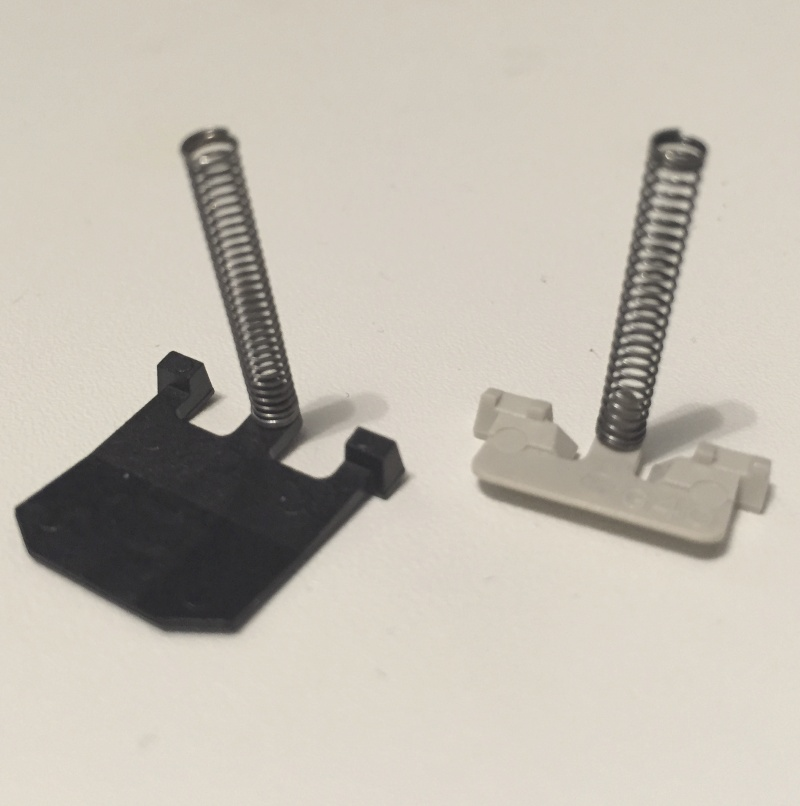
Una comparación entre un resorte del Modelo F (izquierda) y un resorte del Modelo M (derecha); el Modelo M utiliza un resorte con menos devanados y una placa más pequeña para la membrana de plástico inferior.

Aunque el Modelo F y el Modelo M se basan en la tecnología de resorte de pandeo, existen diferencias considerables entre ellos:
|                                      | Modelo F | Modelo M                                                   |
| ------------------------------------ | --- | ---------------------------------------------------------- |
| Chasis externo                       | Plástico pintado (zinc en la serie 4704) y panel inferior de acero (plástico en el F AT y zinc en la serie 4704) | Plástico moldeado (sin pintar), panel inferior de plástico |
| Estabilizador interno                | Solo en los primeros modelos                                                                                     | Solo en los primeros modelos                               |
| Implementación del resorte de pandeo | Placa capacitiva                                                                                                 | Membrana de plástico                                       |
| Teclas múltiples                     | Ilimitadas | Dos teclas simultáneas                                     |
| Método de armado                     | Pestañas de metal reutilizables                                                                                  | Remaches de un solo uso                                    |
| Barriles de resorte                  | Insertado individualmente en un placa de metal                                                                   | Molde de plástico único con barriles predefinidos          |